# 荧蒽-3-甲酸
荧蒽-3-甲酸是一种有机化合物，化学式为C17H10O2。它可由荧蒽和钠在干燥的1,2-二甲氧基乙烷中反应，再和二氧化碳反应后酸化得到。
它和氯化亚砜反应，可以得到荧蒽-3-甲酰氯；和磺酰氯反应，得到4,9-二氯荧蒽-3-甲酸。